# Shen Woo
Shen Woo (japonés: シェン・ウー, rōmaji:  Shen Ū?,  chino: 神・武, pinyin: Shén Wǔ, es decir, "Guerrero divino") es un personaje de la serie King of Fighters, y hace apariciones en King of Fighters 2003 y The King of Fighters XI. Su apodo oficial es el Dios de la Guerra de Shanghái.

## Historia
Shen Woo, conocido como El dios de la guerra de Shanghái nació en el chinatown de Mexicali, México mientras sus padres manejaban restaurantes de comida china en esa ciudad. Debido a la ocupación de sus padres, es enviado a Shanghái junto a sus abuelos, donde creció e hizo su propio estilo brutal de boxeo de la calle. Pronto llegó a ser muy temido, y llegó a disfrutar de la emoción de la lucha. Finalmente, llegó a conocer el enigmático poder de Ash, que entró él mismo con Duo Lon y Ash como el Nuevo "Hero Team" en el torneo de KOF 2003. A pesar de que él y Duo Lon tienen sospechas de Ash.
Al final de The King of Fighters XI, Ash decide Alejarse de su compañero Duo Lon. Oswald se unió al torneo en busca de un medicamento conocido como el "Dragon Pills", una droga ilegal y fuera del mercado. Ash, le explica que el proveedor de este medicamento no lo venden, sino que considere la posibilidad de que si vence Shen puede encontrar información. Desde hace tiempo Shen está buscando un fuerte opositor para luchar y Oswald requiere el "Dragon Pills", así que Ash decide enfrentar a sus dos compañeros de equipo uno contra el otro para poder alejarse.
Después de haber sobrevivido el combate con Oswald, Duo Lon se reúne más tarde con él para averiguar el paradero de Ash. Aunque Shen no sabe nada, no está demasiado feliz con la idea de participar con Duo Lon, pero con la excusa de que puede luchar contra rivales más fuertes, si se decide a averiguar más sobre Ash, así que se unen con la única persona que sabe sobre el paradero de Ash Crimson: Elisabeth Blanctorche.

## Personalidad
Shen Woo tiene una personalidad salvaje, seductora, cruel, violenta, y siempre está al acecho de una buena pelea.

## Poderes
- Fuerza sobrehumana: Shen Woo tiene una fuerza sobrehumana en sus puños, siendo capaz de causar mucho daño con sus golpes con todo su poder.
- Desviar Proyectiles: Sus golpes pueden desviar los proyectiles.
- Pump Up: Se puede duplicar el daño causado por sus golpes utilizando la energía chi.

## Apariciones
- The King of Fighters 2003
- The King of Fighters XI
- KOF Maximum Impact 2 Vestuario tipo E de Iori Yagami
- KOF Maximum Impact Regulation A Mencionado en la historia de Xiao Lon y la de Ash Crimson
- The King of Fighters XII
- The King of Fighters XIII
- The King of Fighters XIV Mencionado por Blue Mary